# Москаленківська сільська рада (Чорнобаївський район)
Москале́нківська сільська́ ра́да — адміністративно-територіальна одиниця та орган місцевого самоврядування в Чорнобаївському районі Черкаської області. Адміністративний центр — село Москаленки.

## Загальні відомості
- Населення ради: 1 623 особи (станом на 2001 рік)

## Населені пункти
Сільській раді підпорядковані населені пункти:
- с. Москаленки

## Склад ради
Рада складається з 16 депутатів та голови.
- Голова ради: Пащина Петро Захарович
- Секретар ради: Мосур Лідія Миколаївна

### Керівний склад попередніх скликань
| Прізвище, ім'я, по батькові | Основні відомості                                                                                     | Дата обрання | Дата звільнення |
| --------------------------- | --- | ------------ | --------------- |
| Пащина Петро Захарович      | Сільський голова, 1954 року народження, освіта середня спеціальна, член Соціалістичної партії України | 26.03.2006   | 31.10.2010      |
| Пащина Петро Захарович      | Сільський голова, 1954 року народження, освіта середня спеціальна, член Партії регіонів               | 31.10.2010   |                 |

Примітка: таблиця складена за даними сайту Верховної Ради України

### Депутати
За результатами місцевих виборів 2010 року депутатами ради стали:

#### За суб'єктами висування
| Суб'єкт висування            | Кількість обраних депутатів | %    |
| ---------------------------- | --------------------------- | ---- |
| Партія регіонів              | 8                           | 50   |
| Соціалістична партія України | 5                           | 31,3 |
| Народна партія               | 1                           | 6,3  |
| Самовисування                | 1                           | 6,3  |
| Українська Народна Партія    | 1                           | 6,3  |

#### За округами
| № округу                     | Прізвище, ім'я, по батькові     | Дата визнання обраним | Освіта             | Партійна приналежність             | Відомості про обраного депутата                                       |
| ---------------------------- | ------------------------------- | --------------------- | ------------------ | ---------------------------------- | --------------------------------------------------------------------- |
| Народна Партія               |                                 |                       |                    |                                    |                                                                       |
| 10                           | Кривич Олексій Григорович       | 03.11.2010            | середня спеціальна | член Народної партії               | Васютинська дільнична лікарня, водій швидкої допомоги                 |
| Партія регіонів              |                                 |                       |                    |                                    |                                                                       |
| 2                            | Бубела Микола Федорович         | 03.11.2010            | вища               | член Партії регіонів               | ТОВ ім. Шевченка, головний агроном                                    |
| 3                            | Лила Петро Іванович             | 03.11.2010            | вища               | член Партії регіонів               | ТОВ ім. Шевченка, директор                                            |
| 4                            | Демиденко Олександр Олексійович | 03.11.2010            | вища               | член Партії регіонів               | ТОВ ім. Шевченка, головний інженер- механік                           |
| 5                            | Моляка Олександр Васильович     | 03.11.2010            | вища               | член Партії регіонів               | ТОВ ім. Шевченка, вища                                                |
| 6                            | Займак Михайло Іванович         | 03.11.2010            | середня спеціальна | член Партії регіонів               | ТОВ ім. Шевченка, завідувач переробним цехом                          |
| 7                            | Литвиненко Василь Петрович      | 03.11.2010            | вища               | член Партії регіонів               | ТОВ ім. Шевченка, спеціаліст з охорони праці                          |
| 14                           | Лила Василь Макарович           | 03.11.2010            | середня спеціальна | член Партії регіонів               | ТОВ ім. Шевченка, тракторист-машиніст                                 |
| 16                           | Мосур Лідія Миколаївна          | 03.11.2010            | середня спеціальна | член Партії регіонів               | Москаленківська сільська рада, секретар                               |
| Соціалістична партія України |                                 |                       |                    |                                    |                                                                       |
| 1                            | Лисенко Олена Андріївна         | 03.11.2010            | вища               | позапартійна                       | Москаленківський навчально -виховний комплекс, старший вихователь ДНЗ |
| 8                            | Гусейнова Тетяна Михайлівна     | 03.11.2010            | вища               | член Соціалістичної партії України | ТОВ «Москаленківське», бухгалтер                                      |
| 9                            | Миколаєнко Алла Володимирівна   | 03.11.2010            | вища               | позапартійна                       | Москаленківська сільська рада, інженер-землевпорядник                 |
| 12                           | Галан Ганна Іванівна            | 03.11.2010            | вища               | позапартійна                       | тимчасово не працює                                                   |
| 15                           | Личко Лідія Іванівна            | 03.11.2010            | вища               | позапартійна                       | Сільська рада, спеціаліст 2 категорії                                 |
| Українська Народна Партія    |                                 |                       |                    |                                    |                                                                       |
| 13                           | Пашковська Лідія Іванівна       | 03.11.2010            | середня спеціальна | член Української Народної Партії   | приватний підприємець, продавець                                      |
| Самовисування                |                                 |                       |                    |                                    |                                                                       |
| 11                           | Моляка Яків Якович              | 13.05.2013            | вища               | позапартійний                      | ТОВ «Чорнобаївські комбайни», директор                                |